# Bracon quadripunctatus
Bracon quadripunctatus är en stekelart som beskrevs av Szepligeti 1913. Bracon quadripunctatus ingår i släktet Bracon och familjen bracksteklar. Inga underarter finns listade.